# Тхіріту
Тхіріту (*бірм. သီရိသူရာဇာ, 1729 — 4 лютого 1762) — 41-й володар М'яу-У в 1761—1762 роках.

## Життєпис
Належав до династії Нарапавара. Старший син Нара Апаї. Народився 1729 року. 1743 року після того, як його батько посів трон, був оголошений спадкоємцем влади. Допомагав батькові у військових кампаніях та державних справах.
У жовтні 1761 року після смерті Нара Апаї перебрав владу у державі, але вже у лютому 1762 року був повалений молодшим братом Сандапарамою.